# Mačkovec (Laško)
Mačkovec is een plaats in Slovenië en maakt deel uit van de gemeente Laško in de NUTS-3-regio Savinjska. De plaats telde 32 inwoners op 1 januari 2020.